# Marat Safin
Marat Mubínovitx Safin (en rus: Марат Мубинович Сафин) (Moscou, 27 de gener de 1980) és un polític i extennista rus d'ètnia tàtara. Safin començà la seva carrera professional el 1997, assolí la primera posició del rànquing mundial el 2000 i es retirà el 2009. A la pista és un jugador molt agressiu i molt fort físicament. És el germà gran de la tennista Dinara Safina.
L'any 2016 fou inclòs en el International Tennis Hall Of Fame.

## Carrera
Als 14 anys es traslladà fins a València, País Valencià, per poder entrenar-se en millors condicions que al seu país natal, on no disposava de bones instal·lacions per a fer-ho.
El 1998 va despuntar a nivell tennístic gràcies a les seves victòries sobre els tennistes Andre Agassi i Gustavo Kuerten, defensor del títol, al Torneig de Roland Garros. El 2000 es mantingué 9 setmanes com a número 1 mundial del rànquing ATP i va guanyar el primer dels seus títols del Grand Slam, l'Obert dels Estats Units de tennis, batent a la final al 4 vegades campió Pete Sampras.
El 2002 participà en la victòria de la selecció russa en la Copa Davis, la primera de Rússia, al costat de Ievgueni Kàfelnikov, Mikhaïl Iujni i Andrei Stoliarov, derrotant la selecció francesa per 3-2.
Es va retirar en finalitzar la temporada 2009 després de perdre a 2a ronda del Masters de París davant de Juan Martín del Potro per 4–6, 7–5, 4–6.

## Tornejos de Grand Slam

### Campió Individuals (2)
| Any  | Torneig           | Oponent        | Resultat           |
| ---- | ----------------- | -------------- | ------------------ |
| 2000 | US Open           | Pete Sampras   | 6-4, 6-4, 6-3      |
| 2005 | Obert d'Austràlia | Lleyton Hewitt | 1-6, 6-3, 6-4, 6-4 |

### Finalista en Individuals (2)
| Any  | Torneig           | Oponent          | Resultat              |
| ---- | ----------------- | ---------------- | --------------------- |
| 2002 | Obert d'Austràlia | Thomas Johansson | 6-3, 4-6, 4-6, 6-7(4) |
| 2004 | Obert d'Austràlia | Roger Federer    | 6-7(3), 4-6, 2-6      |

## Títols (17; 15+2)

### Individuals (15)
| Llegenda (pre/post 2009)                               |
| ------------------------------------------------------ |
| Grand Slams (2)                                        |
| Tennis Masters Cup / ATP Finals (0−0)                  |
| ATP Masters Series / ATP World Tour Masters 1000 (5)   |
| ATP International Series Gold / ATP World Tour 500 (1) |
| ATP International Series / ATP World Tour 250 (7)      |

| Núm. | Data                   | Torneig                            | Superfície   | Oponent a la final  | Resultat            |
| ---- | ---------------------- | ---------------------------------- | ------------ | ------------------- | ------------------- |
| 1.   | 23 d'agost de 1999     | Boston, Estats Units               | Dura         | Greg Rusedski       | 6-4 7-6             |
| 2.   | 24 d'abril de 2000     | Barcelona, Catalunya               | Terra batuda | Juan Carlos Ferrero | 6-3 6-3 6-4         |
| 3.   | 1 de maig de 2000      | Mallorca, Illes Balears            | Terra batuda | Mikael Tillstrom    | 6-4 6-3             |
| 4.   | 31 de juliol de 2000   | Toronto, Canadà                    | Dura         | Harel Levy          | 6-2 6-3             |
| 5.   | 28 d'agost 2000        | U.S. Open, Nova York, Estats Units | Dura         | Pete Sampras        | 6-4 6-3 6-3         |
| 6.   | 11 de setembre de 2000 | Taixkent, Uzbekistan               | Dura         | Davide Sanguinetti  | 6-3 6-4             |
| 7.   | 6 de novembre de 2000  | Sant Petersburg, Rússia            | Dura         | Dominik Hrbatý      | 2-6 6-4 6-4         |
| 8.   | 13 de novembre de 2000 | París, França                      | Moqueta      | Mark Philippoussis  | 3-6 7-6 6-4 3-6 7-6 |
| 9.   | 10 de setembre de 2001 | Taixkent, Uzbekistan               | Dura         | Ievgueni Kàfelnikov | 6-2 6-2             |
| 10.  | 22 d'octubre de 2001   | Sant Petersburg, Rússia            | Dura         | Rainer Schuettler   | 3-6 6-3 6-3         |
| 11.  | 28 d'octubre de 2002   | París, França                      | Moqueta      | Lleyton Hewitt      | 7-6 6-0 6-4         |
| 12.  | 13 de setembre de 2004 | Pequín, Xina                       | Dura         | Mikhaïl Iujni       | 7-6 7-5             |
| 13.  | 18 d'octubre de 2004   | Madrid, Espanya                    | Dura         | David Nalbandian    | 6-2 6-4 6-3         |
| 14.  | 1 de novembre de 2004  | París, França                      | Moqueta      | Radek Stepanek      | 6-3 7-6 6-3         |
| 15.  | 17 de gener de 2005    | Obert d'Austràlia, Melbourne       | Dura         | Lleyton Hewitt      | 1-6 6-3 6-4 6-4     |

### Finalista en categoria individual (10)
- 1999: París AMS (perd davant Andre Agassi)
- 2000: Hamburg (perd davant Gustavo Kuerten)
- 2000: Indianapolis (perd davant Gustavo Kuerten)
- 2001: Dubai (perd davant Juan Carlos Ferrero)
- 2002: Obert d'Austràlia (perd davant Thomas Johansson)
- 2002: Hamburg AMS (perd davant Roger Federer)
- 2003: Barcelona (perd davant Carles Moyà)
- 2004: Obert d'Austràlia (perd davant Roger Federer)
- 2004: Estoril (perd davant Juan Ignacio Chela)
- 2005: Halle (perd davant Roger Federer)
- 2006: Moscou (perd davant Nikolai Davidenko)

### Dobles (2)
| Núm. | Data | Torneig        | Superfície   | Parella         | Oponents a la final         | Resultat      |
| ---- | ---- | -------------- | ------------ | --------------- | --------------------------- | ------------- |
| 1.   | 2001 | Gstaad, Suïssa | Terra batuda | Roger Federer   | Michael Hill · Jeff Tarango | 0–1, retirats |
| 2.   | 2007 | Moscou, Rússia | Ciment       | Dmitri Tursúnov | Tomas Cibulec · Lovro Zovko | 6–4, 6–2      |

## Trajectòria

### Individual
| Torneig                | 1998 | 1999 | 2000 | 2001 | 2002 | 2003 | 2004 | 2005 | 2006 | 2007 | 2008 | 2009 | Títols | G-P   |
| ---------------------- | ---- | ---- | ---- | ---- | ---- | ---- | ---- | ---- | ---- | ---- | ---- | ---- | ------ | ----- |
| Obert d'Austràlia      | A    | 3R   | 1R   | 4R   | F    | 3R   | F    | G    | A    | 3R   | 2R   | 3R   | 1/10   | 31-8  |
| Roland Garros          | 4R   | 4R   | QF   | 3R   | SF   | A    | 4A   | 4A   | 1A   | 2A   | 2A   | 2A   | 0/11   | 26-11 |
| Wimbledon              | 1R   | A    | 2R   | QF   | 2R   | A    | 1R   | 3R   | 2R   | 3R   | SF   | 1R   | 0/9    | 14-9  |
| US Open                | 4R   | 2R   | G    | SF   | 2R   | A    | 1R   | A    | 4R   | 2R   | 2R   | 1R   | 1/10   | 22-9  |
| Copa Masters           | A    | A    | SF   | A    | RR   | A    | SF   | A    | A    | A    | A    | A    | 0/3    | 4-7   |
| Rànquing a final d'any | 49   | 23   | 2    | 11   | 3    | 77   | 4    | 12   | 26   | 58   | 29   | −    |        | 97–44 |